# 4968 Suzamur
4968 Suzamur este un asteroid din centura principală, descoperit pe 1 august 1986 de Eleanor Helin.